# Stazione di Keisei Ueno
La Stazione di Keisei Ueno (京成上野駅?, Keisei Ueno-eki) è una stazione ferroviaria di Tokyo, terminale della linea principale Keisei delle ferrovie Keisei. Da qui partono tutti i servizi Keisei, incluso lo Skyliner che collega la stazione all'Aeroporto di Narita in circa 40 minuti. La stazione è inoltre integrata con quella di Ueno JR grazie a corridoi sotterranei di collegamento.

## Linee
Ferrovie Keisei
● Linea principale Keisei

## Struttura
La stazione, situata sotto il parco di Ueno, è dotata di mezzanini con biglietteria e tornelli di accesso al primo piano sotterraneo, e quattro binari di testa con due marciapiedi a isola al secondo piano interrato. 
| 1-4 | ■ Narita Sky Access       | per Narita Aeroporto (treni Skyliner)                                                   |
| 1-4 | ■ Linea principale Keisei | per Aoto, Funabashi, Keisei-Narita e Narita Aeroporto (treni Cityliner e Evening Liner) |
| 1-4 | ■ Linea principale Keisei | per Aoto, Funabashi, Narita Aeroporto e Keisei-Chiba                                    |

## Stazioni adiacenti
| «                       | Servizio                | »                       |
| Linea Keisei principale | Linea Keisei principale | Linea Keisei principale |
| ----------------------- | ----------------------- | ----------------------- |
| Capolinea               | Tutti i treni           | Nippori                 |